# 夏津县
夏津县是中国山东省德州市所辖的一个县。因“齊晉會盟之要津”而得名，地處魯西北平原、魯冀兩省交界處，東跨馬頰河與高唐縣為鄰，西靠衞運河與河北省清河縣相望，南與臨清市相依，北與武城縣接壤，東北與平原縣毗連。縣人民政府駐銀城街道南城街236號。

## 行政区划
夏津县下辖2个街道办事处、10个镇、2个乡：
银城街道、北城街道、南城镇、苏留庄镇、新盛店镇、雷集镇、郑保屯镇、白马湖镇、东李官屯镇、宋楼镇、香赵庄镇、双庙镇、渡口驿乡和田庄乡。

## 人口
根據第七次全国人口普查數據，截至2020年11月1日零時，夏津縣常住人口458112人。

## 交通
- 308国道、 240国道过境。

## 名人
Category: 夏津人